# Denmark Street
Denmark Street (Carrer de Dinamarca) és un carrer a la vora del West End de Londres que discorre des de Charing Cross Road fins St Giles Street. És prop de l'església de St Giles en in the Fields i l'estació Tottenham Court Road. El carrer es va desenvolupar a finals del segle xvii i es va anomenar en honor del príncep Jordi de Dinamarca. Des dels anys 1950 s'ha associat amb la música popular britànica, primer via editors i més tard per estudis d'enregistrament i botigues de música. Des de 2014, una placa hi commemora la importància del carrer a la indústria de la música.
El carrer era en principi residencial, però va passar a utilitzar-se amb fins comercials en el segle xix. Al principi, el treball i comerç en metall era l'activitat popular al carrer però esdevingué més famós en convertir-se en el Tin Pan Alley de Gran Bretanya, albergant les oficines de nombrosos editors de música. Aquest mercat declinà en els 1960s per ser reemplaçat per botigues de música i estudis d'enregistrament independents. Els Rolling Stones van enregistrar al Regent Sound Studio en el número 4, i músics populars, incloent David Bowie i els Small Faces, sovint s'ajuntaven en el bar-cafeteria Gioconda en el número 9. Elton John i Bernie Taupin van escriure cançons en oficines d'aquest carrer en els 1960s, mentre que els membres de Sex Pistols van viure per al pis superior del n. 6, i van enregistrar-hi les seves primeres demos. La botiga de llibre del còmic Forbidden Planet i la llibreria sobre música Helter Skelter també han estat establertes en el carrer Denmark. A començament de la dècada de 2010, l'àrea circumdant fou re-urbanitzada. Trams del Carrer de Dinamarca foren catalogats per protegir-los, però altres parts, no pertanyents al propi carrer, se'n planificà el seu enderrocament.

## Ubicació

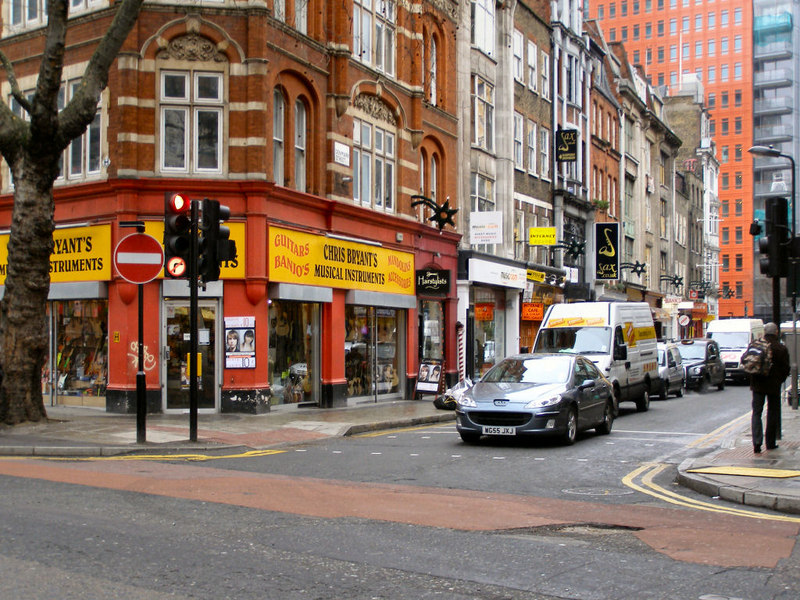
Denmark Street en 2010, vist des del seu encreuament amb Charing Cross Road

El Carrer de Dinamarca es troba a la cantonada sud del Burg de Londres de Camden, proper a la seva frontera amb el Burg de Londres de Westminster. És a l'est de Soho Square, al sud de St Giles Circus i proper a l'església de Saint Giles in The Fields.
El carrer té 108 metres de llargada i connecta la Carretera de Charing Cross amb St Giles High Street. El trànsit rodat de vehicles és ara només permès per viatjar en sentit oest. L'estació de Metro de Londres més propera és Tottenham Court Road, entre dos i tres minuts caminant.

## Història

### Història primerenca
Les parcel·les de terra en les quals s'ubica el carrer i els edificis formaren part antigament de les propietats de l'Hospital de Saint Giles, fundat com a Casa per leprosos a començament de segle xii per la muller d'Enric I, Matilda (Maud). En 1612, va ser enregistrat com a possessió d'en Tristram Gibbs. Les terres van ser posades en explotació durant el regnat de Jaume II i urbanitzades per Samuel Fortrey i Jacques Wiseman en el tardà 1680s. L'evidència històrica suggereix que el carrer es va formar entre 1682 i 1687, ja que no era mostrat en el Mapa de Morden i Lea de 1682. Va ser anomenat com Príncep George de Dinamarca, que s'havia casat amb la Princesa Anne de la Gran Bretanya el 1683. Cap a 1691, 20 cases havien estat completades, de les quals vuit resten dempeus.
John Purcell, un metge londinenc que va publicar A Treatise on Vapours or Hysteric Fits, va viure al número 10 en 1730, mentre el Doctor Reverend John James Majendie – qui esdevingué Cànon de Windsor – hi va viure de 1758 a 1771. El pintor Johann Zoffany visqué al número. 9. A les acaballes del segle xviii, Sir John Murray, jacobita, va viure-hi fins al dia que se'l va "endur un escamot d'homes estranys".

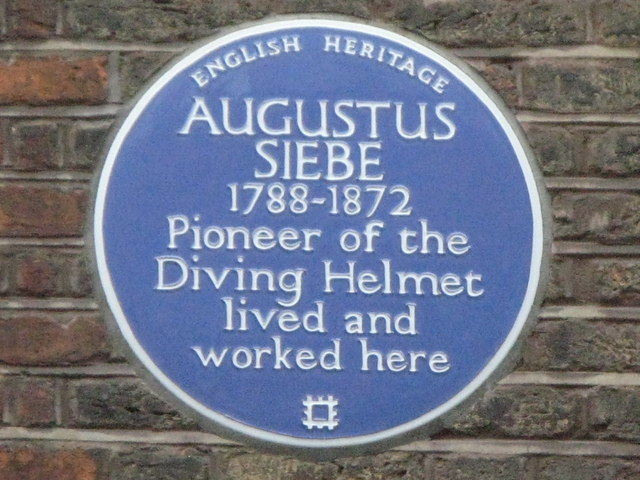
Una placa blava circular de commemoració de l'antiga casa d'Augustus Siebe, qui va ser pioner en la construcció del casc de busseig.

L'àrea al voltant del carrer va ser coneguda com el rookery de St Giles, el qual es va poblar en el segle xviii com un improvisat conjunt de tuguris a l'oest de la Ciutat, i va ser descrit com a "la caixa de Pandora de contaminació, plagues i pudor". Encara que molta part de l'àrea va ser sanejada cap al final del segle xix, el Carrer de Dinamarca és l'únic de Londres que conserva "Terraced Houses" amb façana comú a ambdós costats, del segle xvii. En 2010, un estudi efectuat pel Consell de Veinat de Londres de Camden va suggerir que només sis altres carrers pertanyents a Londres tenen un patrimoni comparable al Carrer de Dinamarca. Un carreró petit connectat per passatges (al principi conegut com a Dudley Court, més tard Denmark Court i ara conegut com a Denmark Place) discorre per les façanes posteriors dels habitatges de la cara nord del carrer, tot connectant amb ell a través d'un passadís en el número 27.
El carrer va començar a ser utilitzat per propòsits comercials a principis del segle xix i les cases van ser convertits per aquest ús. Les plantes baixes van esdevenir botigues, mentre els pisos superiors i les habitacions posteriors van ser utilitzats com tallers, particularment per metal·listeria. Augustus Siebe, el pioner del casc de busseig, visqué i treballà en aquest carrer, i avui hi ha una Placa Blava d'informació de Patrimoni anglès a la façana de la casa on va viure.
En la dècada del 1930, diversos negocis japonesos van ser establerts en el carrer, el qual va ser anomenat "Little Tokyo". Azakami And Co. en el número 6 va vendre llibres, diaris, televisions i ràdios. El restaurant i l'hotel Tokiwa van ser muntats als números 8 i 22 respectivament, traslladats des de la Carretera de Charing Cross en 1927. Altres negocis van incloure una perruqueria, joiers, sastre i botiga de regals.

### Indústria de la música

#### Dècades de 1920 a 1950
Lawrence Wright fou el primer editor de música a instal·lar la seva seu social en el Carrer de Dinamarca l'any 1911. S'hi establí inicialment basat al vuitè edifici i més tard es traslladà a l'onzè en acabant la Primera Guerra Mundial. Subsegüentment va fundar la publicació periòdica musical Melody Maker en 1926. El mateix any, un altre editor de música, Campbell Connelly, va traslladar les seves oficines originals de la Carretera de Tottenham Court al Carrer de Dinamarca. El New Musical Express va ser fundat en el número 5 el 1952 i hi romangué fins 1964. Pel final dels cinquanta del segle xx, el carrer s'hi havia convertit en el "Tin Pan Alley" de Gran Bretanya i albergà nombrosos editors de música i altres locals relacionats amb el negoci musical.
Larry Parnes esdevenia un director reeixit i promotor de cantants de pop durant els mitjans 1950, i regularment va agafar material dels compositors i els editors basats en el Carrer de Dinamarca. Lionel Bart, escriptor del musical Oliver!, va començar la seva carrera d'escriptura per editors i va acabar sent conegut com "the king of Denmark Street", amb possible al·legoria al nom original del carrer: Prince George of Denmark.

#### Dècada de 1960

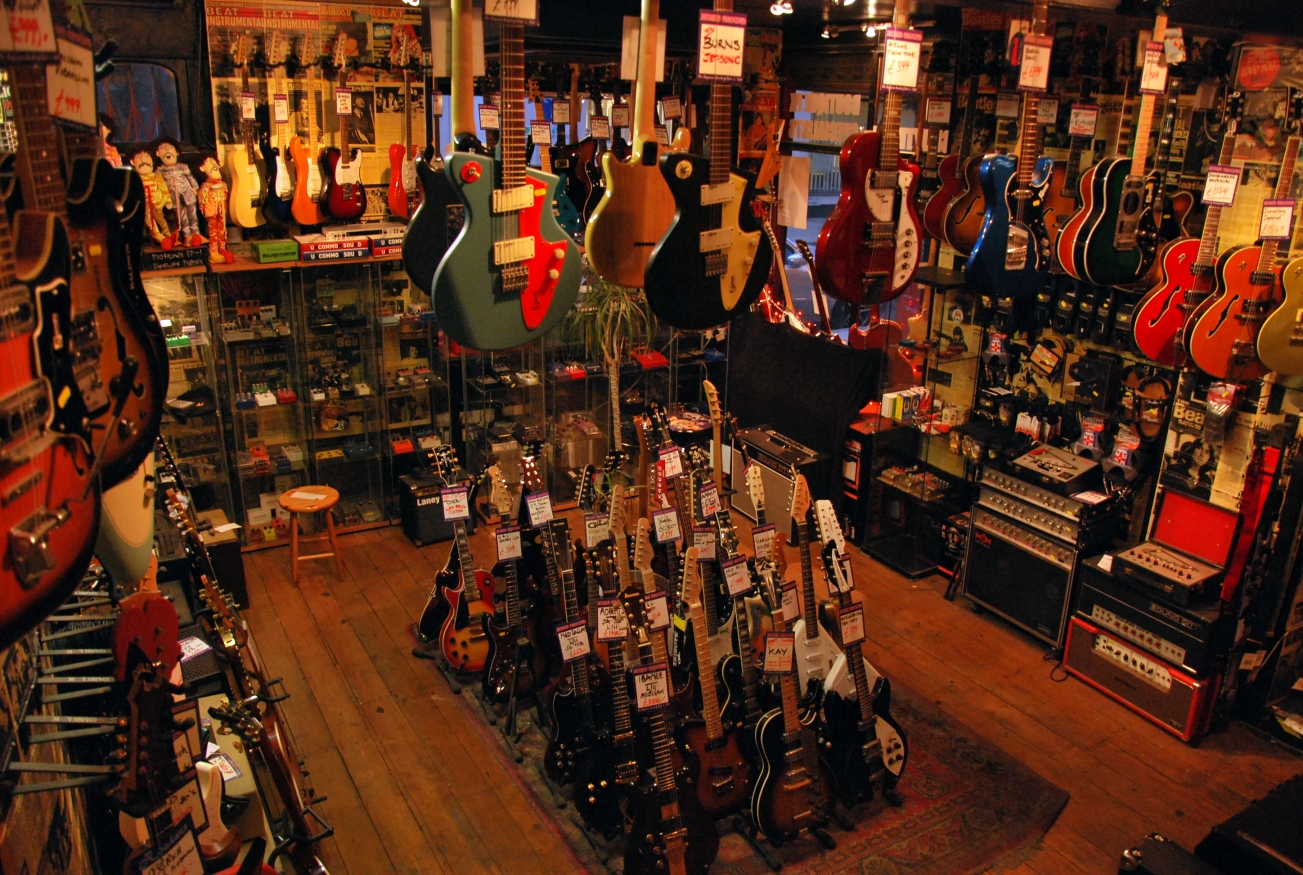
Botigues de música van créixer en popularitat al Carrer de Dinamarca després de la decadència d'editors de música en els 1960s.

El comerç de publicació de música en el Carrer de Dinamarca va començar per declinar durant els 1960s, en tant que els productors tradicionals van perdre influència per causa dels canvis de gusts dels compradors. Grups com els Rolling Stones demostraren que era possible escriure amb èxit el seu propi material. Per exemple, Paul Simon estava instal·lat a Londres en aquesta època però Mills Music, en el número 20, li va dir que les seves cançons "Homeward Bound" i "The Sound of Silence" eren no comercials.
Els estudis d'enregistrament van començar a operar en el carrer. Regent Sound Studio en el número 4 va ser fundat en juliol de 1961 per servir com a unitat perquè els editors pogueren enregistrar les seves cançons. L'estudi va tenir la base per sobre de les oficines d'Essex Music i fou freqüentment utilitzat pel llavors director dels Stones Andrew Loog Oldham. La banda va enregistrar el seu primer àlbum als locals del Regent en 1964 i el senzill "Not Fade Away" esdevingué el seu primer impacte important en ser enregistrat allà. A Oldham li agradava l'atmosfera en l'estudi, ja que podia "perllongar una mica la jornada, experimentar i aprendre de les nostres equivocacions". Els estudis finalment s'expandiren i mudaren a nous locals en la Carretera de Tottenham Court, mentre els locals del Carrer de Dinamarca esdevingueren oficina de vendes. Finalment foren comprades per Eddie Kassner al final dels 1960s. Box and Cox (Editors) va tenir les seves oficines al n. 7. Llur impacte més gran fou "I've Got a Lovely Bunch of Coconuts". Southern Music al n. 8, també va tenir un estudi en el la planta baixa, el qual va servir per enregistrar l'èxit de Donovan, "Catch The Wind".
La societat de creació musical Carter & Lewis acabà creant-se quan John Carter i Ken Lewis van arribar a Londres el 1959 i decidiren "si vols ser en el negoci de música, aquest [Carrer de Dinamarca] era el lloc per ser-hi, aquesta era la regla". Músics de Sessió com Jimmy Page i John Paul Jones regularment tocaven en estudis del Carrer Denmark. En 1964, The Kinks enregistraren "You Really Got Me" en un dels estudis del carrer.
Els músics sovint alternaven en el Gioconda café situat al número 9. David Bowie reclutà la seva primera banda que li donés suport (The Lower Third), en el bar, mentre els Small Faces es van formar després que llurs membres originals contactaren en la Gioconda. D'Altres habituals eren David Bowie i Jimi Hendrix. Top Gear Music fou la primera botiga de guitarres en el carrer, obrint durant 1969 i esdevenia un lloc de trobada per guitarristes més importants d'aquells dies. L'abril de 2014, un grapat de figures de la indústria de la música, incloent el disc-jockey Mike Read, van descobrir una placa blava sobre els locals emblemàtics, que inclogueren un Codi QR per accedir una presentació multimèdia sobre la història de la música en aquell indret.

#### Dècada de 1970
En 1970 Bernie Taupin i Elton John van escriure "Your Song", el primer impacte de John en format de vinil senzill, en el número 20 del Carrer de Dinamarca. John hi havia començat una feina d'editor de música en el carrer durant 1963, i Taupin va escriure les lletres mentre seia en la teulada ("vaig seure en la teulada i donar cop de peu a la molsa") mentre esperava John un matí. Van esmentar el carrer en la seva cançó de 1974 "Bitter Fingers", en l'àlbum conceptual semi-autobiogràfic Captain Fantastic and the Brown Dirt Cowboy. També en 1970, una cançó va anomenar el "Denmark Street" apareguda en l'àlbum dels Kinks Lola versus Powerman and the Moneygoround, Part One.
El mànager Malcolm McLaren va encomanar l'arquitecte Ben Kelly que renovés una sala d'assaig subterrània que havia comprat al grup Badfinger. Els Sex Pistols assajaren en aquesta cambra, van viure al damunt d'aquesta sala del n. 6, i van enregistrar-hi les seves primeres demos. Johnny Rotten va dibuixar caricatures dels membres del grup com graffiti que més tard es va revelar en un estudi arqueològic del lloc. Scott Gorham va comprar la seva primera guitarra com a membre de Thin Lizzy en el Carrer de Dinamarca. Havia aparegut fent audicions amb una còpia japonesa de Les Paul. Quan aconseguí la feina, Phil Lynott el va portar a comprar al Carrer de Dinamarca. Després de ser-li mostrades diverses guitarres que li eren massa cares, va triar una Sunburst Gibson Les Paul Deluxe. Andy's Guitars va ser establerta en 1978 al número 27 i havia sobreviscut durant molts anys abans de tancar durant 2007 a causa de l'augment dels impostos a les vendes.
La llibreria de ciència-ficció i còmics Forbidden Planet va ser establerta al 23 durant 1978 abans de traslladar-se al carrer New Oxford Street i esdevenint una cadena internacional. Quan Douglas Adams va intentar fer un acte de signatures del seu primer llibre The Hitch-Hiker's Guide to the Galaxy en octubre de 1979, la cua per entrar a la botiga era tan llarga que Adams va pensar que era una manifestació que se celebrava en qualsevol altre lloc.

#### Dècades del 1980 fins al present
Per 1980, hi hi havia un nombre de clubs nocturns sense llicència adequada operant al carrer Dinamarca, i adjacents al carrer. Els clubs van ser ubicats en edificis que anteriorment havien funcionat com a alberg per músics, els quals eren adjunts a una botiga de música que donava al carrer, i el Cos de Bombers hi havia insistit que una sortida d'emergència per foc s'havia d'instal·lar. En passar el temps els clubs eren en funcionament, les botigues havien tancat i la sortida d'evacuació de foc havia deixat de ser practicable. El número 18 del Dinamarca era la parcel·la que contenia dos d'aquests clubs; en el primer pis era "Rodo's", un club popular de Salsa amb immigrants sud-americans i damunt en el segon pis "The Spanish Rooms" en el segon pis que era un bar d'horari nocturn freqüentat per britànics incloent-hi immigrants irlandesos i jamaicans. El 14 d'agost de 1980, John Thompson, un petit criminal local, va ser expulsat de The Spanish Rooms després d'una baralla que pogué haver estat causada per una disputa sobre el sobre-aforament. Thompson va tornar poc després i va abocar la gasolina a la planta baixa de l'edifici i la va encendre. L'incendi, anomenat Denmark Place fire, que resultà d'aquest acte d'Arson va matar 37 persones de vuit nacionalitats diferents i va ser descrit com el pitjor incendi de Londres en termes de pèrdues de vida d'ençà la Segona Guerra Mundial. Thompson fou empresonat havent-hi estat condemnat d'assassinat i morí dins la presó en 2008 en l'aniversari de la tragèdia.
Els números 1-3 s'havien convertit en un Centre de treball a la dècada de 1980, especialitzant-se en vacants per a la indústria de la restauració. L'assassí en sèrie Dennis Nilsen va treballar allà. Feu servir una olla de cuina gran, dins la qual havia bullit els caps de les víctimes, com a estri per preparar un sopar de festa de Nadal 1980.
L'últim important editor de música en el carrer, Peer Music, va mudar-se del n.8 en 1992, completant la transformació gradual de locals d'editors per botigues d'instruments. El maig de 1990, Andy Preston, propietari d'Andy's Guitars, va promoure una associació de comerciants amb el projecte de tenir el carrer re-batejat com "Music Land", similar a Drury Lane que formava part de Theatreland i el Carrer Gerrard com Chinatown. Helter Skelter va ser instal·lat com a la llibreria dedicada a títols de música dins 1995 per Sean Body. La botiga operà en l'edifici antigament ocupat per Essex Music i Regent Sound, al número 4 fins que la puja dels lloguers la va forçar a tancar en 2004.

## Reurbanització
En 2009, el Carrer de Dinamarca va ser identificat la Llista Oficial de patrimoni English Heritage com a "Patrimoni en risc" en vista del desenvolupament proper de les vies fèrries. Atenció particular va ser prestada al número 26, el qual té un Grau II de protecció. El 2010, el Consell de Veinatges de Londres de Camden va identificar el carrer i propietats adjacents com a Àrea de Conservació.
En 2013, el consell va anunciar que el Carrer de Dinamarca seria reurbanitzat per l'empresa d'arquitectura ORMS com a part d'un desenvolupament important i conjuntament al Ferrocarril al voltant de l'Estació de Metro de Tottenham Court Road i Centre Point. El desenvolupament proposat inclou la construcció d'una sala d'actes subterrànies de vuit-cents seients. Els números 1–6 i 17–21 de Denmark Place, que estan situats paral·lels a les cares del darrere del carrer Denmark, i les Cases senyorials de York i Clifton seran enderrocades, juntament amb l'enderroc parcial del n.21 del Carrer de Dinamarca.
L'intervenció planificada ha estat condemnada per la indústria de música local i botiguers. L'escriptor Henry Scott-Irvine va llançar una petició per parar la reforma urbanística, la qual ha reunit 10.000 signatures. En una entrevista a Mojo, Scott-Irvine va dir "Això hauria de ser aturat", afegint que el Carrer de Dinamarca "hauria de ser proveït de ple reconeixement patrimonial com el donat a Covent Garden Market, Hatton Garden i Savile Row". Va descobrir que, tot i que l'inici de l'enderroc va ser planificat per finals de 2014, els plans van ser aprovats pel l'autoritat del veïnatge novament elegit. Consolidated Developments, planificador del desenvolupament urbanístic de la zona, va declarar que estaven "compromesos a conservar i realçar el ric patrimoni musical del Tin Pan Alley".
El 12 Bar Club era al n.26 del Carrer de Dinamarca, un local de música en viu petit amb una capacitat d'aproximadament 100 persones que va ser inaugurat en 1994. L'edifici era al principi d'estables per animals, construït en 1635, abans d'esdevenir un taller de ferrers fins passada la Primera Guerra Mundial. Va tancar en gener de 2015 com a part dels treballs de reordenació. Després de la seva clausura i la marxa del l'empresa Enterprise Studios de Denmark Place, un grup de músics i seguidors ocuparen l'edifici del club i van escenificar una manifestació en el carrer, protestant contra la re-urbanització. L'anterior propietari de Creation Records, Alan McGee donà suport als protestants, dient "realment no podria dir una paraula dolenta contra qualsevol d'ells. I saben la llei, així que no poden ser fets fora d'allà." Tanmateix, un informe de The Independent jutjà la protesta de ser manipulada, car la majoria de botigues al llarg del carrer encara estaven en actiu.

## Ocupants actuals
A la cantonada del carrer amb la Carretera de Charing Cross era la botiga Chris Bryant Musical Instruments. Actualment (2018) ha estat substituïda per Wunjo Guitars. Hank's Guitar Shop, amb la versió en línia Denmark Street Guitars, diu tenir més de 3.000 instruments en estoc i per tenir la selecció més gran de guitarres en el Regne Unit. Regent Sounds, anteriorment l'estudi d'enregistrament, s'especialitza en les marques Fender i Gretsch de guitarra i Essex Music en el número 4; el bar i club Alleycat eren situats sota la botiga. No.Tom Vintage and Classic Guitars té una botiga al número 6. Macaris, un detallista de guitarra, va ser establert en 1958 i s'especialitzà en models Gibson models. Així com la seva botiga del n. 25, tenen una botiga addicional propera en Charing Cross Road.

Número 23 del carrer Dinamarca.
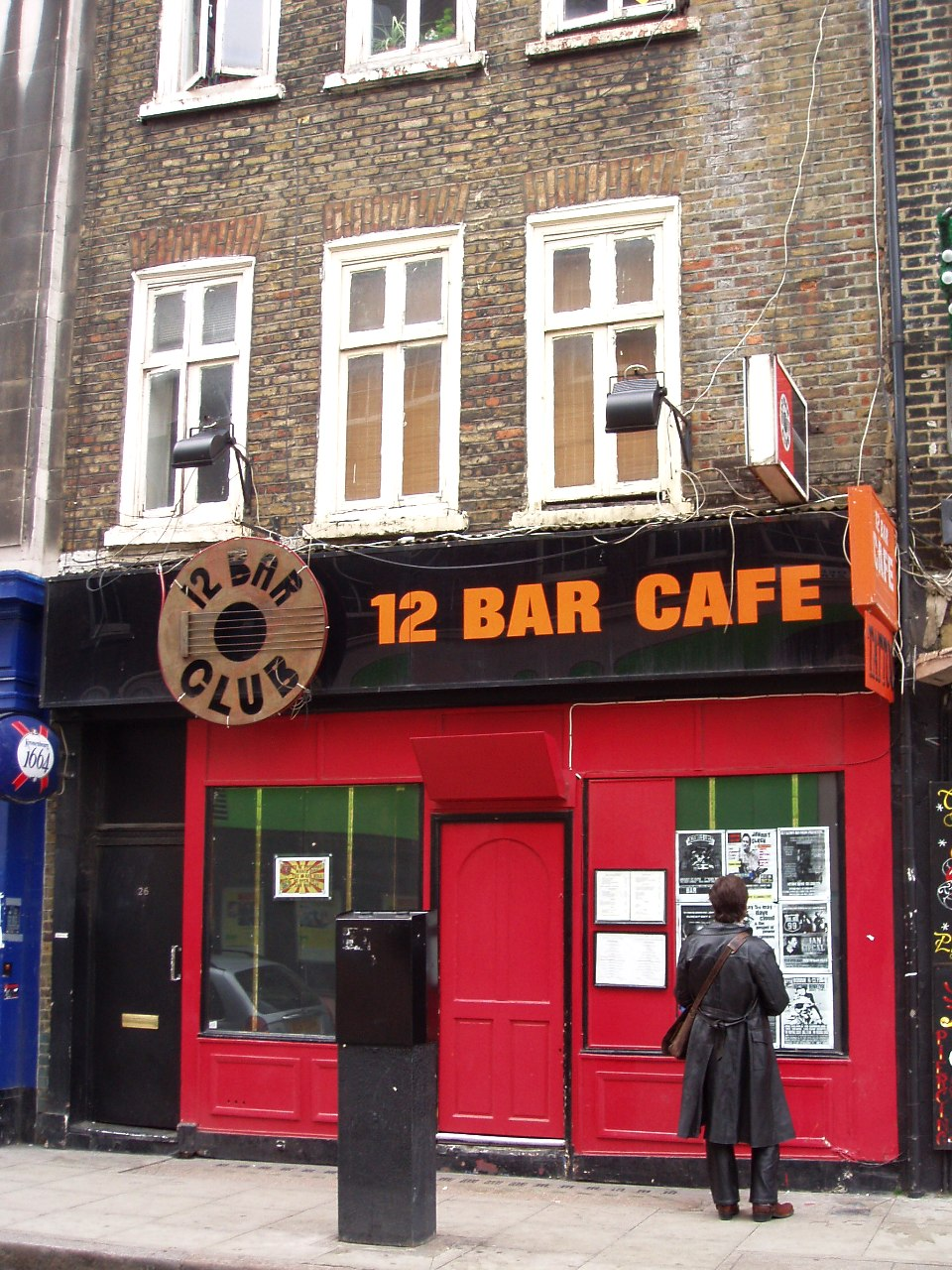
El Club 12 Bar existí en el n.26 entre 1994 i 2015.

La botiga de partitures Argents és actualment assentada en el n.19. Va ser fundat per Rod Argent dels Zombis com a botiga de teclats i era anteriorment ubicada a la porta del costat, al número 20. Des de llavors ha experimentat dos canvis de propietaris i ara és especialitza en partitures i vendes de DVD, cobrint una varietat àmplia dels estils que inclouen jazz i clàssic.
Rose, Morris & Co ha estat establert en el Carrer de Dinamarca des de 1919. Originalment en el número 11, ara ocupen el 10 en les oficines antigues de Southern Music Publishing. L'empresa esdevingué el primer distribuïdor britànic de guitarres Rickenbacker guitarres en 1962, que van tenir un puig de popularitat després que els músics s'adonaren que "el Beatle" John Lennon en tocava una. Rose Morris va adquirir instruments directament de la fàbrica Rickenbacker en comptes de la seva oficina de vendes, per tal de satisfer la demanda. Els models britànics porten números de sèrie únic com el 325 i el Rose Morris 1996. La branca londinenca de la Early Music Shop té seu en el primer pis de número 11, damunt de Rose Morris. La botiga ven instruments Early Music incloent flautes i música en partitura.
Hi ha hagut un estudi d'enregistrament en el local del número 22 des que Tin Pan Alley Studios s'establí el 1954. va ser fundat pel violinista de sessió Ralph Elman, i era anteriorment als locals de l'etiqueta d'Acid Jazz Records. En 2013, el productor Guy Katsav va agafar l'administració dels locals, rebatejant-los Denmark Street Studios.

## Edificis classificats
El Carrer de Dinamarca té vuit edificis classificats amb grau II. Encara que els plans de reurbanització permeten la modernització d'aquests edificis, els ajuntaments volen assegurar-se que les propietats afectades només s'utilitzen per a la indústria de la música. Un informe afegí, "Les activitats de la indústria musical contribueixen fonamentalment al caràcter especial de Denmark Street i donen suport a la provisió minorista associada."
| Número | ID     | Grau | Inclusió        | Descripció                                                                                   |
| 5      | 477050 | II   | 14 maig 1974    | Terraced House de 1686–9 amb aparador del segle xx.                                          |
| 6–7    | 477051 | II   | 24 octubre 1951 | Terraced House de 1686–9 amb aparador més tardà.                                             |
| 9–10   | 477054 | II   | 14 maig 1974    | Terraced House de 1686–9 amb aparador més tardà.                                             |
| 20     | 477057 | II   | 14 maig 1974    | Terraced House de 1686–9 amb aparador més tardà. Connecta amb la 16 de Denmark Place.        |
| 26     | 477062 | II   | 14 maig 1974    | Terraced House de segle xviii primerenc amb aparador més tardà                               |
| 27     | 477063 | II   | 14 maig 1974    | Terraced House de segle xvii tardà, amb aparador de finals de segle xviii tardà i 3a planta. |